# Bangita
A bangita (Viburnum) a pézsmaboglárfélék (Adoxaceae) családjának egyik nemzetsége mintegy 170 fajjal. Több hagyományos rendszertan a bodzafélék időközben megszüntetett családjába sorolta.

## Elterjedése
Európában, Ázsiában és Észak-Amerikában is előfordul; elterjedési területe Dél-Amerikába is átnyúlik. Legismertebb, Magyarországon őshonos fajai:
- kányabangita (kányafa, Viburnum opulus); ennek gömbös virágzatú változata a labdarózsa;
- ostorménfa (ostorménbangita, Viburnum lantana) karsztbokorerdőkben, gyertyános tölgyesekben, cseres tölgyesekben nő.

## Megjelenése, felépítése
Fajai lehetnek lombhullatók vagy örökzöldek, fák, illetve cserjék.
Átellenesen álló levelei ép szélűek, fogazottak vagy karéjosak. Apró, fehér vagy rózsaszínű, hímnős virágai álernyőben állnak. Csonthéjas, lapított termése bogyószerű.

## Rendszertani felosztása
A fajok listája még nem tekinthető véglegesnek. A számos hibrid nem könnyen különíthető el az eredeti fajoktól.
- Viburnum acerifolium
- Viburnum acutifolium
- Viburnum alabamense
- Viburnum alnifolium
- Viburnum amatenangense
- Viburnum amplifolium
- Viburnum anabaptista
- Viburnum atrocyaneum
- Viburnum australe
- Viburnum ayavacense
- Viburnum betulifolium
- Viburnum blandum
- Viburnum brachybotryum
- Viburnum bracteatum
- Viburnum brevitubum
- Viburnum buddleifolium
- Viburnum burejaeticum
- Viburnum cassinoides
- Viburnum caudatum
- Viburnum chinense
- Viburnum chingii
- Viburnum chinshanense
- Viburnum chunii
- Viburnum ciliatum
- Viburnum cinnamomifolium
- Viburnum congestum
- Viburnum conspectum
- Viburnum corylifolium
- Viburnum corymbiflorum
- Viburnum costaricanum
- Viburnum cotinifolium
- Viburnum cylindricum
- Viburnum dalzielii
- törpe bangita (Viburnum davidii)[2]
- Viburnum densiflorum
- fogas levelű bangita (Viburnum dentatum)
- Viburnum dilatatum
- Viburnum discolor
- Viburnum disjunctum
- Viburnum divaricatum
- Viburnum edule
- Viburnum elatum
- Viburnum ellipticum
- Viburnum erosum
- Viburnum erubescens
- Viburnum euryphyllum
- Viburnum farreri
- Viburnum foetidum
- Viburnum fordiae
- Viburnum formosanum
- rózsás bangita (Viburnum fragrans)
- Viburnum fuscum
- Viburnum glabratum
- Viburnum glomeratum
- Viburnum goudotii
- nagyvirágú bangita (Viburnum grandiflorum)
- Viburnum hainanense
- Viburnum hallii
- Viburnum hanceanum
- Viburnum hartwegii
- Viburnum hengshanicum
- Viburnum henryi
- Viburnum hondurense
- Viburnum hupehense
- Viburnum incarum
- Viburnum inopinatum
- Viburnum integrifolium
- Viburnum jamesonii
- Viburnum jelskii
- Viburnum jucundum
- Viburnum kansuense
- Viburnum koreanum
- Viburnum lancifolium
- ostorménfa (Viburnum lantana)
- Viburnum lantanoides
- Viburnum lasiophyllum
- Viburnum laterale
- Viburnum lautum
- Viburnum leiocarpum
- Viburnum lentago
- Viburnum loeseneri
- Viburnum longipedunculatum
- Viburnum longiradiatum
- Viburnum lutescens
- Viburnum luzonicum
- Viburnum macrocephalum
- Viburnum mathewsii
- Viburnum meiothyrsum
- Viburnum melanocarpum
- Viburnum membranaceum
- Viburnum mendax
- Viburnum microcarpum
- Viburnum microphyllum
- Viburnum molinae
- Viburnum molle
- Viburnum mongolicum
- Viburnum mortonianum
- Viburnum mullaha
- Viburnum nashii
- Viburnum nervosum
- Viburnum nitidum
- Viburnum nudum
- Viburnum obovatum
- Viburnum obtusatum
- Viburnum odoratissimum
- Viburnum oliganthum
- Viburnum omeiense
- kányabangita (Viburnum opulus)
  - labdarózsa (Viburnum opulus  var. sterile, Viburnum opulus var. roseum)
- Viburnum ozarkense
- Viburnum parvifolium
- Viburnum pichinchense
- redős bangita (Viburnum plicatum)
- Viburnum propinquum
- szilvalevelű bangita (Viburnum prunifolium)
- Viburnum pubescens
- Viburnum punctatum
- Viburnum pyramidatum
- Viburnum rafinesquianum
- Viburnum recognitum
- Viburnum reticulatum
- Viburnum rhombifolium
- ráncos levelű bangita (Viburnum rhytidophyllum)
- Viburnum rufidulum
- Viburnum sargentii
- Viburnum scabrellum
- Viburnum schensianum
- Viburnum seemanii
- Viburnum semitomentosum
- Viburnum sempervirens
- Viburnum setigerum
- Viburnum shweliense
- Viburnum sieboldii
- Viburnum siltepecanum
- Viburnum spruceanum
- Viburnum squamulosum
- Viburnum stellatotomentosum
- Viburnum stellatum
- Viburnum stenocalyx
- Viburnum subalpinum
- Viburnum subpubescens
- Viburnum sulcatum
- Viburnum sympodiale
- Viburnum tacanense
- Viburnum taitoense
- Viburnum tengyuehense
- Viburnum ternatum
- Viburnum thaiyongense
- Viburnum tiliifolium
- Viburnum tinoides
- téli bangita (Viburnum tinus)
  - Viburnum tinus 'Eve Price'[3]
- Viburnum toronis
- Viburnum trabeculosum
- Viburnum tridentatum
- háromkaréjú bangita (Viburnum trilobum)
- Viburnum triphyllum
- Viburnum triplinerve
- Viburnum undulatum
- Viburnum urbanii
- Viburnum urceolatum
- Viburnum utile
- Viburnum venustum
- Viburnum versatile
- Viburnum wendlandii
- Viburnum witteanum
- Viburnum wrightii
- Viburnum wurdackii
- Viburnum yunnanense

Valószínűleg önálló fajok:
- tavaszi bangita (Viburnum burkwoodii)
- illatos bangita (Viburnum carlesii)

hibridek:
- kikeleti bangita (Viburnum x bodnantense) — 1933 táján a V. farreri és V. grandiflorum keresztezésével állították elő.[1]
  - korai bangita (Viburnum × bodnatense „Dawn”)[5]
- illatos labdarózsa (Viburnum x carlcephalum)
- prágai bangita (Viburnum x pragense)

## Felhasználása
Több faja ismert dísznövény. Magyarországon legismertebb közülük a Kínából származó ráncos levelű bangita  (örökzöld bangita, Viburnum rhydophyllum).